# Neetzow
Neetzow ist ein Ortsteil der am 1. Januar 2014 gebildeten Gemeinde Neetzow-Liepen in der Nähe von Anklam, südlich der Peene gelegen. Neetzow-Liepen wird vom Amt Anklam-Land mit Sitz in der Gemeinde Spantekow verwaltet.

## Geografie und Verkehr
Neetzow liegt ca. 2 km südlich der Peene an der Bundesstraße 110. Die Autobahn 20 ist über die Anschlussstelle Jarmen (etwa fünf Kilometer) erreichbar. Die Stadt Anklam liegt etwa 20 Kilometer östlich des Ortes.

## Ortsteile der ehemaligen Gemeinde Neetzow
| - Kagenow (Eingemeindung am 1. Juli 1950) - Klein Below - Neetzow | - Padderow - Steinmocker (Eingemeindung am 13. Juni 1999) - Steinmocker-Ausbau |

## Geschichte
Neetzow ist vom Namen her eine slawische Gründung. Der Name bedeutet so viel wie ‚der durch Fürsorge für die Seinigen Berühmte‘.
Ein gut erhaltener Turmhügel im alten Park westlich des Ortes deutet auf eine folgende frühdeutsche Besiedlung um 1230 hin.
Aber erst 1454 wurde Neetzow als Netzow erstmals urkundlich genannt.
Im 15. Jahrhundert war das Gut im Besitz des Geschlechts von Heydebreck, es folgte 1517 Drews Budde, bis dahin auf Rügen ansässig. Er erhielt 1518 das Lehen von Herzog Bogislaw X. 1671 ging der Besitz an die Familie des schwedischen Generalmajors Burchard Müller von der Lühne. Gegen 1719 wurde Neetzow an den Obrist-Lieutenant Jakob Friedrich von Bomin veräußert. Durch Heirat mit einer Tochter der Bomins ging das Gut 1794 an P. F. von Luck.
Etwa 1803 oder 1805 ging der Besitz dann an die ursprünglich aus Holstein stammenden Familie Kruse. Mitte des 19. Jahrhunderts stand die Familie bereits in der dritten Generation im Besitz und erwarb nach 50 Jahren somit das Präsentations-Wahlrecht. Seit 1842 war Wilhelm von Kruse (1824–1867) Gutsherr, er heiratete ein Fräulein von Essen und wurde im gleichen Jahr in den Adelsstand erhoben. Ihm gehörten neben Neetzow als Stammsitz noch Klein-Below (ab 1848), das Gut und Kirchdorf Gramzow (ab 1803) mit dem Vorwerk Krusenfelde, Kagenow (ab 1852), Priemen (ab 1848) und Steinmocker (ab 1851).
Wilhelm von Kruse ließ von 1848 bis 1851 östlich des bisherigen Gutshofes ein neues Herrenhaus nach einem Entwurf Friedrich Hitzigs errichten. Die Klinker kamen aus der eigenen Ziegelei der Kruses zwischen Neetzow und Kagenow. Schloss Neetzow befindet sich innerhalb eines englischen Landschaftsparks nach einem Entwurf von Peter Joseph Lenné. Der östliche Teil hat einen barocken Zuschnitt. Die Anlage ist in den Landschaftsparkteilen mit vielen Gestaltungselementen versehen. In den Turmhügel im alten Park ließen die von Kruse eine Gruft ausbauen.
Neben dem von Heinrich Berghaus als „Prachtschloss“ bezeichneten Herrenhaus hatte Neetzow 1865: 1 Schule, 12 Wohnhäuser, 15 Ställe und Scheunen, sowie 1 Windmühle und 1 Krug.

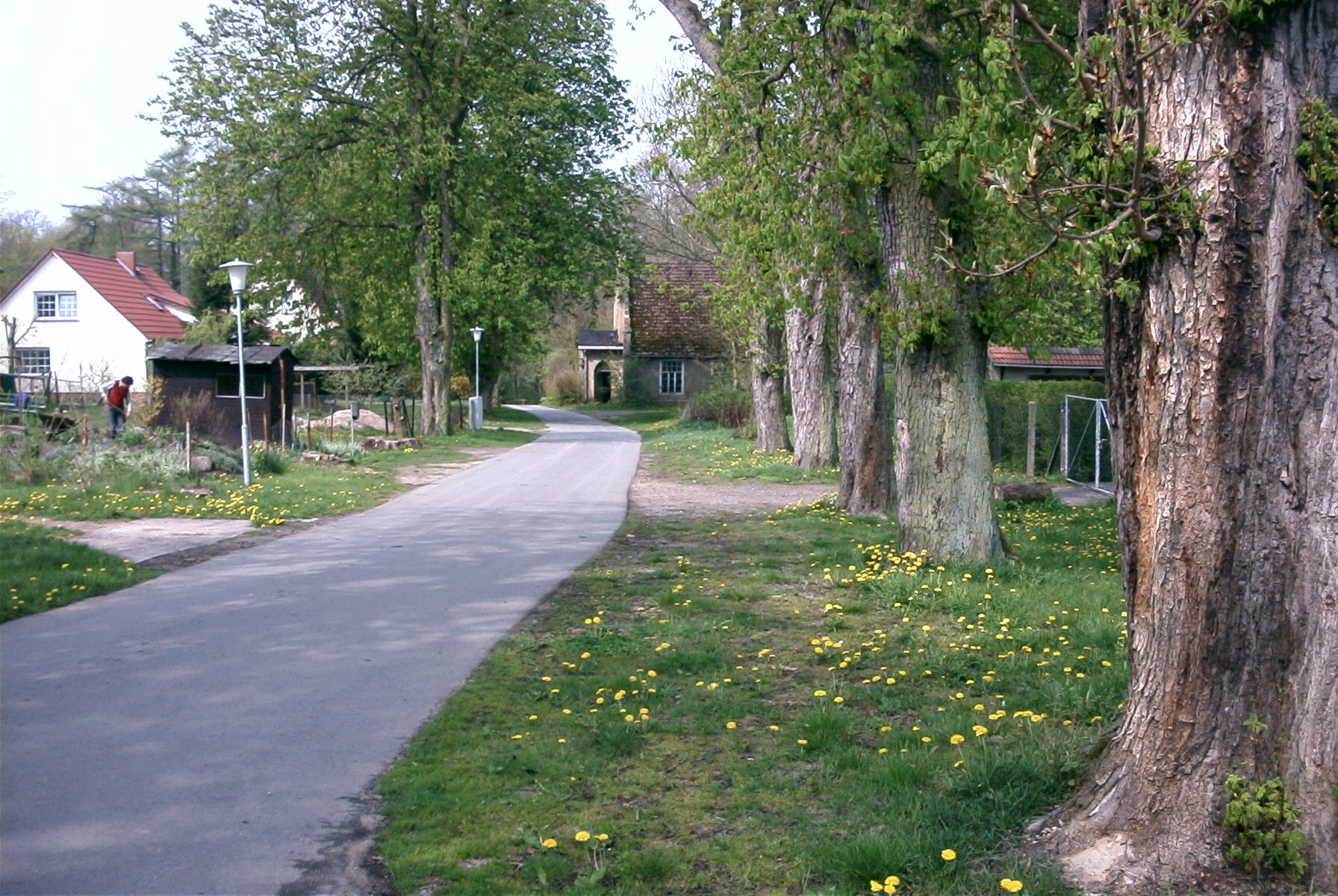
Allee zum alten Park Neetzow – hinten ehemalige Gutskapelle

Ein neuer Wirtschaftshof mit einem architektonisch aufwändigen Marstall mit Reithalle wurde südlich des Landschaftsparks mit Stallscheunen und Stallspeichern angelegt. An der Parkmauer südöstlich des Parks befand sich die gutseigene Gärtnerei mit Treibhäusern. An der Dorfstraße entstanden ansehnliche, mit Fachwerk verzierte Landarbeiterhäuser nebst einer Schule.
Kruses Nachfolger war die 1880 nobilitierte Familie gleichen Namens, die des August von Kruse (1860–1894), liiert mit Athalie, Lilly von Heyden - Cartlow (1867–1945), die nach dem frühen Tod des Ehemannes noch dreimal heiratete. Der letzte Besitzer, seit etwa 1905, war dann dessen gemeinsamer Sohn Wolf-Eginhard von Kruse (1887–1950). Wolf von Kruse war nach dem Besuch des Gymnasiums in Anklam jung gleich Rittergutsbesitzer mehrerer Rittergüter, Neetzow mit 557 ha, in Klein-Below 200 ha, Krusenfelde mit 433 ha, Kagenow 467 ha. Dazu kam noch die Domäne Krien auf rund 500 ha. Er wurde im September als Grundbesitzer 1945 enteignet. Das Herrenhaus war im gleichen Jahr geplündert worden, wobei das Mobiliar zerstört oder entwendet wurde. Ebenfalls geplündert wurde die Gruft im alten Park. Der Sohn Joachim von Kruse veröffentlichte wesentlich später Erinnerungen, besonders an Neetzow.
Nördlich und östlich des Landschaftsparks wurden nach dem Zweiten Weltkrieg Krieg zahlreiche neue Häuser gebaut. Nach der Bodenreform richteten sich Neubauern dort ihre Höfe ein.
Zu DDR-Zeiten diente das Herrenhaus von 1952 bis 1962 als Sitz des Staatlichen Dorfensembles der DDR, das Auftritte in der ganzen Welt hatte und für das das Schloss mit einem Tanzsaal erweitert wurde. Nach dem Umzug des Ensembles nach Neustrelitz befand sich von 1962 bis 1991 das Institut für Agrarökonomie der Akademie der Landwirtschaftswissenschaften der DDR im Schloss. Das Institut entwickelte im Auftrag des Zentralkomitees der SED Prognosen für die Landwirtschaft der DDR. Dort entstanden die Pläne für die Großraumwirtschaften der kleinen dörflichen LPGen zwecks Zusammenschluss zu Kooperativen und später zu den großen LPG (P) und LPG (T) in den 1970er Jahren. Trotz dieser kulturellen und politischen Bedeutung war der Ort weiterhin hauptsächlich landwirtschaftlich geprägt.
Im Jahr 2001 gelangte das Herrenhaus wieder in Privatbesitz. Der neue Eigentümer ließ es umfangreich renovieren und einen Flügel zu einem Hotel umbauen, welches 2004 eröffnet werden konnte. Der Park wurde durch Arbeitsbeschaffungsmaßnahmen zum Teil wieder gesäubert und hergerichtet. Die Gemeinde hat sich seit einigen Jahren nicht mehr um die Pflege gekümmert. So sind auch die historischen großen Ställe und Scheunen im Nordwestteil des Landschaftsparks zu Ruinen verkommen. Auch das noch erhaltene frühere Gutshaus mit angebauter Gutskapelle verfällt wegen lenagen Leerstands.

## Sehenswürdigkeiten

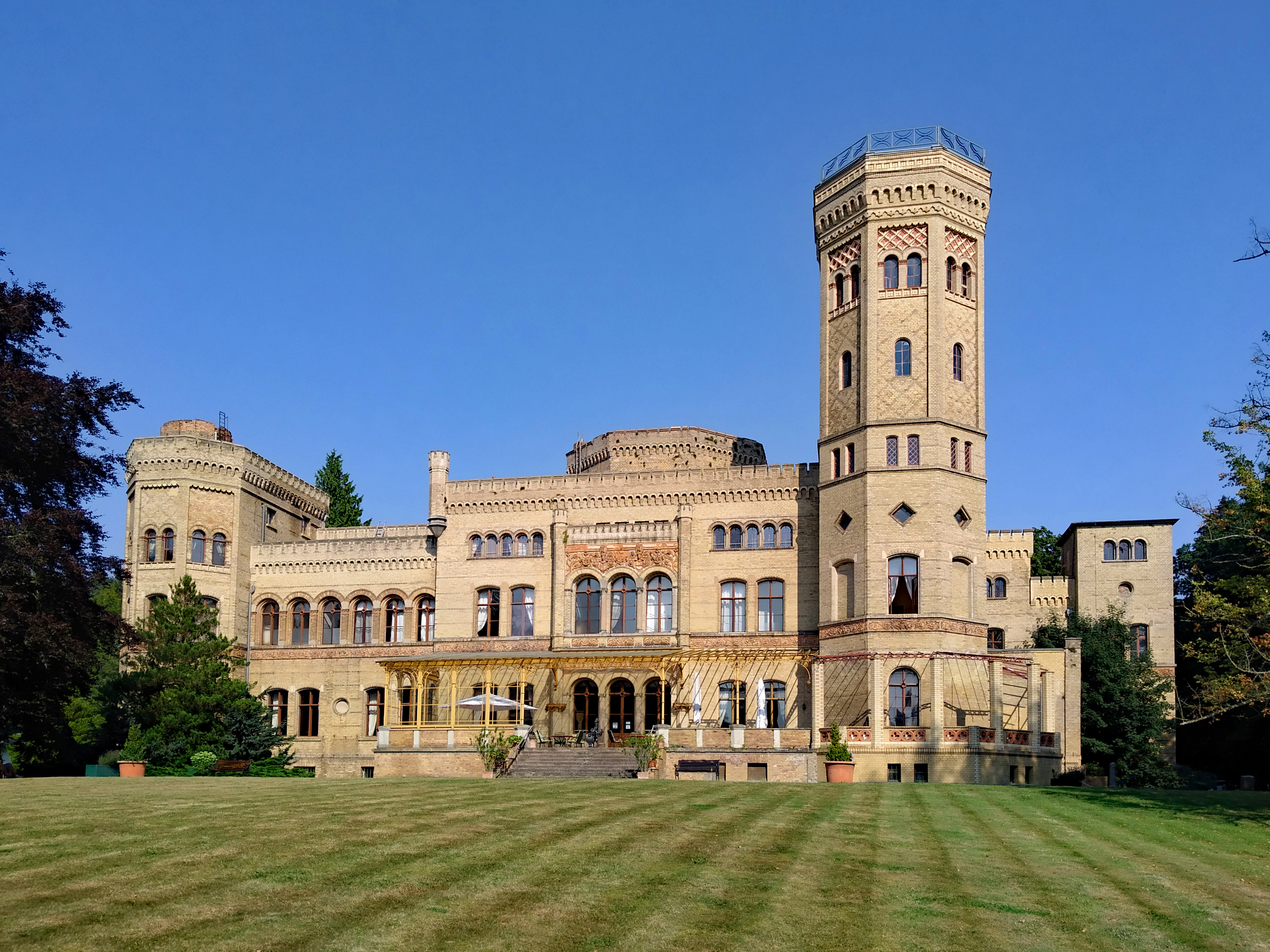
Schloss Neetzow

- Schloss Neetzow, in Tudorgotik Neugotik vom Schinkel-Schüler Friedrich Hitzig 1848 erbaut. Von 1903 bis zur Vertreibung 1945 besaß es die Familie von Kruse. Das Schloss wurde 2004 als Hotel eröffnet. Vor dem Schloss standen zwei beeindruckende Drachenskulpturen, die in den 2010er Jahren gestohken und nun offenbar wiedergefunden wurden.[17]
- Schlosspark Neetzow mit Teich und Grotten, östlich vom Schloss als Barockpark gestaltet
- Turmhügel im alten Park Neetzow